# 사랑 후의 두 여자
사랑 후의 두 여자(After Love)는 영국, 프랑스에서 제작된 알림 칸 감독의 2020년 드라마 영화이다. 조안나 스캔런 등이 주연으로 출연하였다. 좋은.

## 출연

### 주연
- 조안나 스캔런
- 나탈리 리차드